# Niccolò II d'Este
Niccolò II d'Este, född 1338, död 1388, var en italiensk monark. Han var regerande markis av Ferrara mellan 1361 och 1388. 